# Mepal (merk)
Mepal is een Nederlands bedrijf dat zich toelegt op de productie, ontwerp, fabricage en distributie van kunststof consumentenproducten. Mepal is gevestigd in de Gelderse plaats Lochem.

## Geschiedenis
De oprichter van het bedrijf was de Deen Egon Wolff, die in Denemarken werkte voor een bedrijf dat zich toegelegd had op ongediertebestrijding. In 1942 kwam hij naar Nederland om een rattenplaag in de Noordoostpolder te bestrijden. Hij trouwde een Nederlandse en bleef in Nederland. Wolff was op de hoogte van de populariteit in zijn thuisland van onbreekbaar en lichtgewicht servies gemaakt van de kunststof melamineformaldehyde, in de volksmond 'melamine' genoemd. Hij richtte eind 1949 in Den Haag het bedrijf Mepal Services op, dat de exclusieve verkooprechten kreeg voor producten van het Deense bedrijf Rosti. Al snel begon Mepal Services zelf met het ontwikkelen en produceren van een eigen lijn kunststofproducten. Als merknaam werd gekozen voor 'Mepal', een samentrekking van 'melamine' en 'plastic'. deze naam werd voor de gehele Benelux gedeponeerd als handelsmerk. De producten werden ontworpen door freelance ontwerpers, maar sinds 1971 heeft Mepal ook eigen ontwerpers in dienst. In 1963 verhuisde het bedrijf naar Lochem.
In 1976 nam het Deense Rosti Mepal over. In beide bedrijven heersten een totaal andere cultuur: waar Mepal zich concentreerde op consumentenproducten, richtte Rosti zich op industriële toelevering. Rosti vond de consumentenproducten niet winstgevend genoeg en alle aandacht ging daarom naar de industriële tak. In 1986 groeide Mepal uit haar toenmalige pand en moest een beslissing worden genomen over uitbreiding of nieuwbouw. Hoewel de nieuwbouwplannen al klaar lagen, weigerde de Rosti-groep in de nieuwbouw te investeren. Tegen de wensen van het management van Mepal in werd besloten om de productie naar Denemarken te verplaatsen. Het resultaat was een scheuring van het bedrijf in 1987. Een deel van de Mepal-medewerkers richtte een nieuw bedrijf op: Coppia. Beide bedrijven bestonden van 1988 tot 1993 naast elkaar. 
In 1993 kocht de Nederlandse ondernemer Roelf van der Wijk alle belangen in Coppia, Rosti en Mepal op en werden de bedrijven weer samengevoegd. Mepal had, met een geschiedenis van ruim 40 jaar, een sterkere merknaam dan Coppia; daarom kwam de merknaam Coppia te vervallen. Alle producten werden vanaf toen verkocht onder de merknaam Mepal Rosti. Op 1 januari 2008 werd de merknaam wereldwijd gewijzigd in Rosti Mepal. Kort daarna werd de dubbele naam weer gesplitst. Vanaf 2019 was de merknaam 'Rosti' in gebruik bij het Deense bedrijf en voerde de Nederlandse tak de naam 'Mepal'.
Tijdens de eerste decennia van de 21e eeuw breidde Mepal de verkoopactiviteiten uit naar Duitsland. In 2021 nam investeringsbedrijf 3i Group plc, die ook eigenaar is van Action en deels van Basic-Fit, een belang in Mepal. Dit om kapitaal te verkrijgen om verder te groeien op het Europese continent.